# Marcelo Alecrim
Marcelo Henrique Ribeiro Alecrim (Natal, 8 de dezembro de 1965) é um empresário brasileiro que atua no setor de combustíveis há 33 anos.. Ele é sócio-proprietário e ex-presidente (1996-2018) da ALE Combustíveis, 4ª maior distribuidora de combustível do Brasil segundo a Revista Exame.

## Biografia
Natural de Natal, capital do Rio Grande do Norte (RN), Marcelo Alecrim atua no setor de combustíveis desde os 19 anos, ocasião em que começou a cursar administração na UFRN (Universidade Federal do Rio Grande do Norte). Ele fundou a Satélite Distribuidora de Petróleo em 1996, empresa que dez anos depois se uniu à empresa mineira ALE Combustíveis, criando a AleSat Combustíveis, que atualmente conta com aproximadamente 1.500 postos, gerando mais de 12 mil empregos, diretos e indiretos.

## Premiações e homenagens
- 1999, 2000, 2001, 2002 e 2005 - Líder Empresarial Estadual – Gazeta Mercantil[7]
- 2000 - Jovem Empreendedor do Ano– Ernst & Young
- 2007 - Case sobre a SAT (a Satélite Distribuidora de Petróleo) publicado pela Universidade de Harvard[8]
- 2010 - Empreendedor do Ano - Master – Ernst & Young[9]
- Embaixador da Endeavor NE, maior organização de apoio ao empreendedorismo e empreendedores.[10]
- 2013 - Empreendedor do Ano – Comércio - Fecomércio[11]